# 筑肥新道

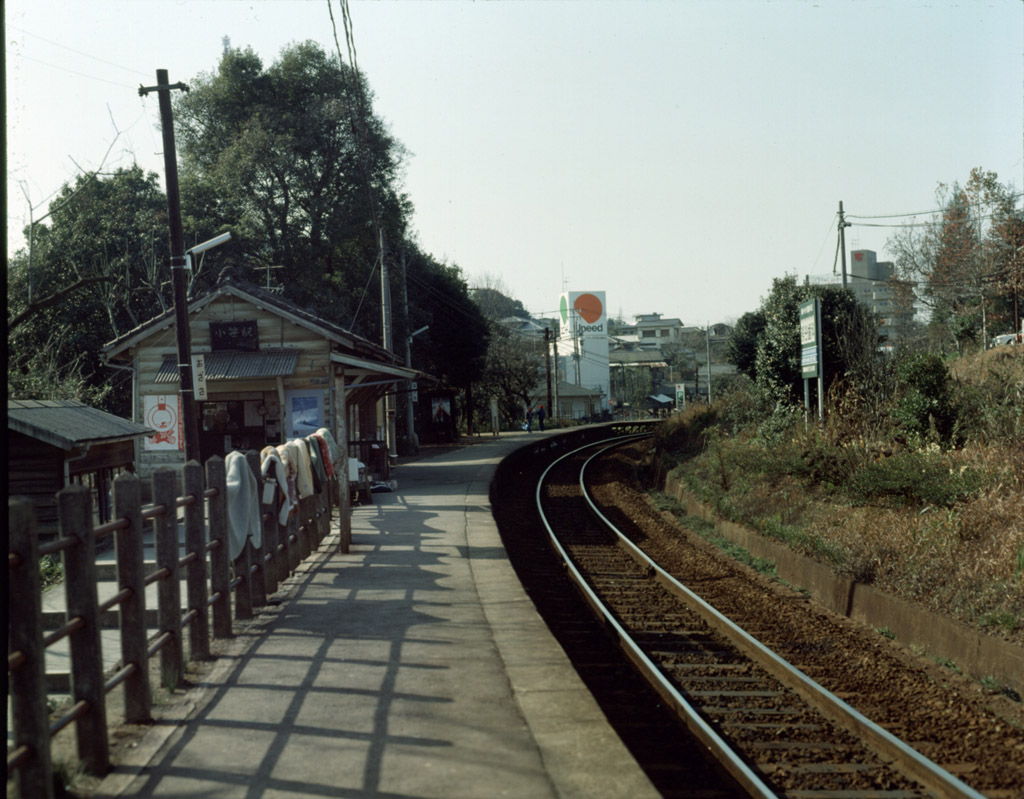
廃止直前の1983年1月の小笹駅。現在では掘り下げられた上、駅舎の部分には公園が、線路の部分には3車線の道路（筑肥新道）が整備された。奥に写るユニードの建物には現在、サニー小笹店などが入居している。

筑肥新道（、ローマ字表記: Chikuhi Shindō）は、福岡県福岡市中央区の平尾駅入口交差点から新田島橋東交差点までの福岡市道博多駅鳥飼線と福岡市道平尾別府線の3.0kmに付けられた福岡市道路愛称。

## 概要
1983年に福岡市地下鉄空港線建設のために廃止された筑肥線（博多駅 - 姪浜駅間）のうち、筑前高宮駅から鳥飼駅までの間の線路跡を利用して新設・拡幅された道路であり、愛称もこれに由来する。
現在の小笹西交差点から東の区間では、筑前高宮駅 - 小笹駅間の線路跡を利用して、片側1車線の車道と両側に広い路肩と歩道が新設された。2009年頃に小笹西交差点から福岡県道555号桧原比恵線が交差する平和交差点までの東行き区間が両側の路側帯をなくして2車線に増やされ（西行きは1車線）、現道である県道のバイパスとしての機能が強くなった。また、小笹西交差点より西の区間では、小笹駅 - 鳥飼駅間の約700mの線路跡を利用して、片側1車線だった現道を片側2車線に拡幅した。筑肥線が並走していない区間では長らく片側1車線であったが、2000年に新田島橋東交差点以西で都市計画道路別府香椎線が整備される際に拡幅され、現在は小笹西交差点から西の約1.1kmの区間が片側2車線で整備されている。

## 周辺
- 西鉄平尾駅
- 福岡草苑
- 平尾大池
- 小笹中央公園
  - 2001年、中央区赤坂に移転した聖パウロ修道会福岡修道院（通称、小笹修道院）跡に整備された公園
- 梅光園緑道[2]
  - 筑肥線跡のうち、笹丘一丁目と六本松四丁目の間に整備された遊歩道
- 福岡市立笹丘小学校
- 樋井川

## 通過する自治体
- 福岡市中央区

## 主な接続路線
| 交差する道路                     | 交差する場所 |
| -------------------------------- | ------------ |
| 〈高宮通り〉県道31号福岡筑紫野線 | 平尾駅入口   |
| 〈山荘通り〉県道555号桧原比恵線  | 小笹北       |
| 〈山荘通り〉                     | 小笹西       |
| 〈油山観光道路〉                 | 梅光園三丁目 |
| 県道557号東油山唐人線            | 新田島橋東   |

## 愛称の由来
筑肥線跡の一部を整備して建設された新しい道路であることから（1989年の福岡市制施行100周年を記念した道路愛称事業により制定）。